# 연립주택
연립 주택(聯立住宅, 영어: Row house)은 대한민국 주택법 제2조 제3호에 따른 공동주택의 하나로, 주택법 시행령 제3조 제1항 제2호에 따라 건물 하나당 건축 연면적이 660m2를 초과하는 4개층 이하의 건물을 말한다.

## 같이 보기
- 공동주택